# Al-Hazm
Al-Hazm (arapski: الحزم), je grad na sjeverozapadu Jemena, udaljen je oko 170 km sjeverozapadno od glavnog grada Sane. Grad ima oko 13.553 stanovnika, i sjedište je vrlo siromašnog pustinjskog kraja.
Al-Hazm je glavni grad jemenske muhafaze (pokrajine) al-Džauf koja je granična pokrajina sa Saudijskom Arabijom, ima 451.462 stanovnika i većina teritorije je pustinja.
U gradu postoji jedan hotel, dva restorana, dvije tržnice, četiri brijačnice i četiri poštanska ureda.